# معادلة نرنست

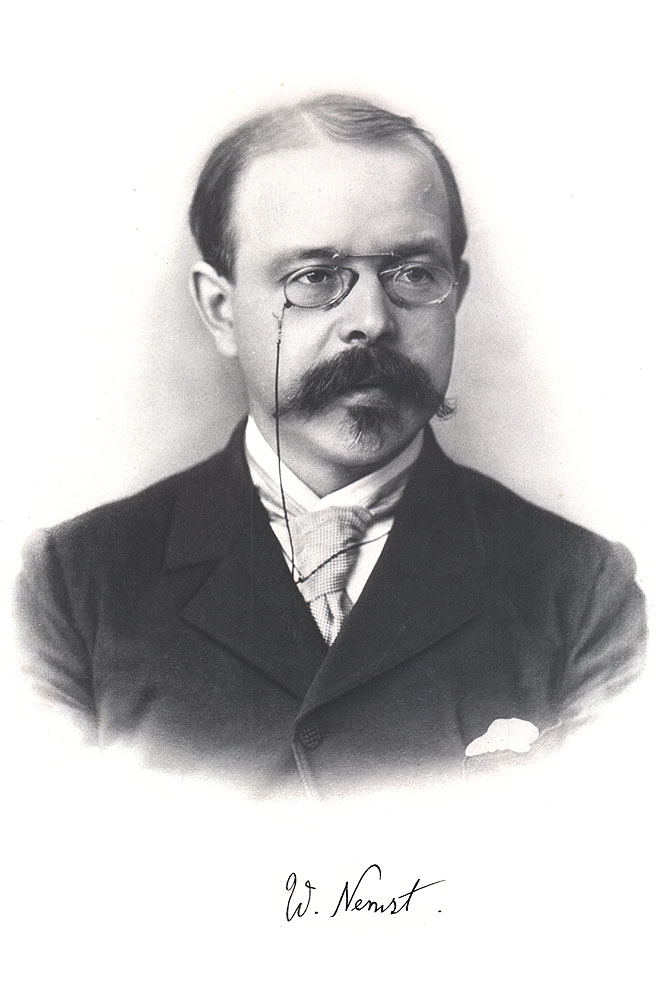
صورة للشخص المعني بالمقابة

معادلة نرنست هي معادلة يمكن استخدامها لحساب قيمة الكمون الكهربائي لاختزال نصف الخلية (كمون الاختزال) في خلية كهركيميائية. كما يمكن بواسطتها حساب الجهد الكهربائي لخلية كاملة، بالإضافة إلى حساب الكمون الكهربائي للأيونات في خلايا جسم الإنسان (مثل خلايا الأعصاب وخلايا العضلات) في حالة الكمون.
سميت هذه المعادلة باسم عالم الكيمياء الألماني فالتر هيرمان نيرنست.

## معادلة نصف الخلية والخلية الكاملة
معادلة نصف الخلية حيث يحدث فيها تفاعل اختزال reduction:
{\displaystyle E_{\text{red}}=E_{\text{red}}^{\ominus }-{\frac {RT}{zF}}\ln {\frac {a_{\text{Red}}}{a_{\text{Ox}}}}}
معادلة الخلية الكاملة:
{\displaystyle E_{\text{cell}}=E_{\text{cell}}^{\ominus }-{\frac {RT}{zF}}\ln Q}
حيث أن:
- Ered جهد الاختزال لنصف الخلية
- Eored جهد القطب القياسي لنصف الخلية
- Ecell الجهد الكهربائي للخلية الكهركيميائية
- Eocell الجهد القياسي للخلية الكهركيميائية عند درجة حرارة ما،
- R ثابت الغازات العام: R = 8.314 472(15) J K−1 mol−1
- T درجة الحرارة المطلقة
- a الفاعلية الكيميائية، aX = γXcX, حيث أن γX هو عامل النشاط (معامل الفاعلية) للمادة X.
- F ثابت فاراداي: F = 9.648 533 99(24)×104 C mol−1
- z عدد الإلكترونات المنتقلة في تفاعل الخلية أو تفاعل نصف الخلية.
- Q حاصل قسمة التفاعل

باستخدام حساب اللوغاريتمات واعتبار درجة الحرارة 25 C° ، نحصل على المعادلة:
{\displaystyle E=E^{0}-{\frac {.05916{\mbox{ V}}}{z}}\log _{10}{\frac {a_{\text{Red}}}{a_{\text{Ox}}}}}

## استخدام المعادلة في الخلايا الحيوية
عند الحاجة إلى استخدام معادلة نرنست لحساب الجهد الكهربائي لغشاء خلية الناتج عن أيون k، تصبح المعادلة:
{\displaystyle E=-{\frac {RT}{zF}}\ln {\frac {C_{i,k}}{C_{o,k}}}}
وهذا إذا كان الأيون مشحونًا إيجابيًا، أما إذا كان مشحونًا سلبيًا تصبح:
{\displaystyle E=-{\frac {RT}{zF}}\ln {\frac {C_{o,k}}{C_{i,k}}}}
حيث أن:
- {\displaystyle C_{o,k}} تركيز الأيون k خارج الخلية
- {\displaystyle C_{i,k}} تركيز الأيون k داخل الخلية

وتستخدم تلك المعادلتان عند شبه انعدام حركة الأيونات بين داخل وخارج الخلية: المقدار {\displaystyle E} مفاده أنّه إذا كان الأيون k هو الأيون الوحيد الموجود على جهتي الغشاء، فلغرض الوصول إلى حالة من التوازن الترموديناميكي (أي حالة ينعدم فيها تدفق صاف للأيونات بين الجهتين)، يتحتم أن يكون الجهد الكهربائي لغشاء الخلية مساويًا لـِ {\displaystyle E}، ويدعى في هذه الحالة جهد الاعتكاس. بما معناه، أنّه بوجود أيونات k بالتركيز الخارجي والداخلي المنّوهين أعلاه. وإذا فرضنا أنّ الجهد الكهربائي للخلية هو صفر، فإنّ هذه الأيونات ستنتشر من جهّة إلى أخرى وفق التراكيز أعلاه وكأنّها تحت تأثير مصدر جهد ذو قوة دافعة كهربائية تعادل {\displaystyle E-}. لذا، فإذا افترضنا توصيل غشاء الخلية بجهد كهربائي يعادل المقدار {\displaystyle E}، فنكون قد منعنا تدفق الأيونات الصاف من جهّة إلى أخرى، وتبقى التراكيز كما هي.
نرى إذًا، أنّه كلّما كانت النسبة بين التركيز الداخلي والتركيز الخارجي للأيون أصغر من 1، فإنّ ميل الأيون إلى الانتشار من جهة إلى أخرى ستكون أكبر، ولذا نحتاج إلى «جهد نرنست» أكبر (بالقيمة المطلقة) لمعاكسة هذا التيار.
يجب التنويه إلى أنّه من ناحية فيزيولوجية، يكون هنالك، على وجه العموم، أكثر من نوعٍ واحد من الأيونات في كلتا الجهتين. في هذه الحالات، يكون لكل أيون جهد نرنست الخاص به، وفقًا لتراكيزه خارج وداخل الخليّة. بالإضافة إلى ذلك، عادة ما تتواجد على غشاء الخلية قنوات أيونيّة تؤثر على تركيز الأيونات في كلتا الجهتين بشكل فعّال، وأحيانًا بعكس التدفق الطبيعي المحدد وفق تركيز الأيون في كلتا الجهتين. في هذه الحالات فإنّ التوازن الترمودينامي يحدّد وفق معادلة غولدمان، التي تحسب جهد الراحة لغشاء الخلية في حالة تعدد الأيونات.

## جهد نرنست
من تطبيقات معادلة نرنست في الفيسيولجيا حساب جهد أيون ذو شحنة z عبر غشاء. وتعين ذلك الجهد باستخدام تركيزي الأيون على جهتي الغشاء:
{\displaystyle E={\frac {RT}{zF}}\ln {\frac {[{\text{ion outside cell}}]}{[{\text{ion inside cell}}]}}=2.303{\frac {RT}{zF}}\log _{10}{\frac {[{\text{ion outside cell}}]}{[{\text{ion inside cell}}]}}.}
فإذا كان الغشاء في حالة توازن ترموديناميكي - أي لا يوجد انتقال أيونات زائدة إلى إحدى الجهتين - يكون جهد الغشاء مساويا «لجهد نرنست». ولكن بسبب وجود قنوات أيونية في بناء الكائنات الحية فلا توجد حالة توازن ترمودياناميكي داخل وخارج الخلية. وفي تلك لحالة يمكن تعيين جهد الراحة عن طريق حساب معادلة غولدمان:
{\displaystyle E_{m}={\frac {RT}{F}}\ln {\left({\frac {\sum _{i}^{N}P_{M_{i}^{+}}[M_{i}^{+}]_{\mathrm {out} }+\sum _{j}^{M}P_{A_{j}^{-}}[A_{j}^{-}]_{\mathrm {in} }}{\sum _{i}^{N}P_{M_{i}^{+}}[M_{i}^{+}]_{\mathrm {in} }+\sum _{j}^{M}P_{A_{j}^{-}}[A_{j}^{-}]_{\mathrm {out} }}}\right)}}
حيث:
- {\displaystyle E_{m}} =جهد الغشاء (فولت وهو يعادل جول لكل كولوم)
- {\displaystyle P_{\mathrm {ion} }} = نفاذية الأيون (متر/ثانية)
- {\displaystyle [ion]_{\mathrm {out} }} = تركيز الأيون خارج الخلية (بوحدة مول /متر مكعب،
- {\displaystyle [ion]_{\mathrm {in} }} = التركيز داخل الخلية أيضا بوحدة مول/متر مكعب،
- {\displaystyle R} = ثابت الغازات العام (جول/مول/كلفن)
- {\displaystyle T} = درجة الحرارة المطلقة، كلفن
- {\displaystyle F} = ثابت فاراداي (بالكولوم/مول)

الجهد عبر غشاء الخلية الذي لا يحدث فيه انتقالا صافيا لنوع معين من الأيونات عبر الغشاء يسمى «جهد نرنست» ويخص هذا الأيون. وكما رأينا أعلاه، يُعين جهد نرنست بنسبة التركيزين لهذا الأيون على ناحتي الغشاء. وكلما زادت تلك النسبة كلما زادت ميل هذا الأيون للنفاذ في هذا الاتجاه، وبالتالي كلما زاد «جهد نرنست» اللازم لمنع النفاذية.

## علاقة جهد نرنست بالتوازن
في حالة التوازن يكون E = 0 و  Q  = K ، فنحصل على:
{\displaystyle {\begin{aligned}0&=E^{o}-{\frac {RT}{nF}}\ln K\\\ln K&={\frac {nFE^{o}}{RT}}\end{aligned}}}
أو في الظروف القياسية لدرجة الحرارة والضغط:
{\displaystyle \log _{10}K={\frac {nE^{o}}{59.2{\text{ mV}}}}\quad {\text{at }}T=298{\text{ K}}.}
وبذلك نكون قد وصلنا إلى علاقة الجهد القياسي ب ثابت التوازن ل تفاعل أكسدة-اختزال.